# Ann Leslie
Ann Elizabeth Mary Leslie, (Raualpindi, India británica, 28 de enero de 1941-25 de junio de 2023) fue una periodista paquistaní que trabajó para el Daily Mail. Recibió la Orden del Imperio Británico (DBE) el 30 de diciembre de 2006 y fue reconocida como una de las 100 mujeres de la BBC en 2013.

## Trayectoria
Leslie nació en Raualpindi, India británica (conocida como Pakistán), donde pasó sus primeros años, asistiendo a una escuela de lengua inglesa y presenciando los trenes asesinos de la Partición de la India. En 1950, sus padres la enviaron a Inglaterra, dónde estudió en el Presentation Convent School en la ciudad de Matlock en Derbyshire, y en el St. Mary's College y la Leonards-Mayfield School, en el condado de East Sussex. Dos años más tarde, asistió a Lady Margaret Hall, en Oxford.
Su primer trabajo en periodismo fue en el Daily Express de Manchester en 1962.  Luego, en 1967 empezó a trabajar en el Daily Mail. Leslie ha entrevistado a estrellas de cine, artistas y figuras políticas y ha informado sobre innumerables guerras, conflictos civiles e historias políticas en casi setenta países. En el lanzamiento del Salón de la Fama del periodismo de Reuters / Press Gazette, fue nombrada como una de las periodistas más influyentes de los últimos cuarenta años. En The Great Reporters de David Randall (que reconoce a los 13 mejores periodistas británicos y estadounidenses de todos los tiempos), se la describe como "la reportera más versátil de todos los tiempos".
Fue comentarista habitual de actualidad en la BBC (Question Time, Any questions?, Dateline London), Sky News y organizaciones de radiodifusión internacionales.
Los acontecimientos importantes sobre los que informó incluyen la caída del Muro de Berlín, el golpe fallido contra Mikhail Gorbachev y el último camino hacia la libertad de Nelson Mandela. Ha realizado entrevistas secretas en Irán y Corea del Norte. Después de una experiencia peligrosa en una granja de ZANU en Zimbabwe, regresó al hotel de prensa en Harare, la capital de Zimbabwe, donde otros reporteros realizaron reportajes sin aventurarse a salir del hotel (a los que llamaba damas Avon, sólo le interesa el maquillaje (como en las historias inventadas).
Leslie fue entrevistada por National Life Stories en 2007-2008 para la colección Historia oral de la prensa británica de la Biblioteca Británica y para el documental de 2012 The Diamond Queen, sobre la reina Isabel II. Sus memorias, Killing My Own Snakes, se publicaron en 2008.
Murió el 25 de junio de 2023, a los 82 años.

## Reconocimientos
Leslie ha ganado nueve premios de la prensa británica y dos premios Lifetime Achievement Awards. En 1999, recibió el Premio James Cameron de Reportajes Internacionales. Recibió la Orden del Imperio Británico (DBE) el 30 de diciembre de 2006 por sus “servicios al periodismo”. En 2012, ganó el Premio a la Contribución Destacada al Periodismo en la octava edición anual de los International Media Awards, en Londres. Fue reconocida como una de las 100 mejores mujeres de la BBC en 2013.